# 4 Korpus Armijny (Imperium Rosyjskie)
4 Korpus Armijny (ros. 4-й армейский корпус) – jeden ze związków operacyjno-taktycznych  Imperium Rosyjskiego w czasie I wojny światowej. Sformowany w 1880.  Rozformowany na początku 1918.

## Struktura organizacyjna
Organizacja w 1914
- dowództwo i sztab – Mińsk
- 30 Dywizja Piechoty
- 40 Dywizja Piechoty
- 4 dywizjon  artylerii haubic
- 2 batalion saperów
- 3 batalion obozowy

## Podporządkowanie
- 1 Armii (2 sierpnia 1914)
- 2 Armii (22 września – 15 grudnia 1914)
- 5 Armii (7 stycznia – 4 maja 1915)
- 2 Armii (8 czerwca 1915 – 1 września 1915)
- 1 Armii (18 września 1915 – 1 maja 1916)
- 5 Armii (21 maja – 15 września 1916)
- 6 Armii (22 grudnia 1916 – grudzień 1917)

## Dowódcy korpusu
- gen. artylerii E. H. Sułtan Girej Alijew (od lutego 1914)